# Університет Західної Вірджинії
Університет Західної Вірджинії (англ. West Virginia University, WVU) —  дослідницький університет штату у Моргантаун, Західна Вірджинія. Його інші кампуси включають Технологічний інститут Університету Західної Вірджинії у Монтгомері і Потомаку, Державний коледж Університету Західної Вірджинії у Кейзері. WVU пропонує 184 професійні програми (докторант, бакалавр), 14 ступенів магістра. Кількість студентів — 29,466 (2013). Серед випускників WVU — 24 стипендіати Родса, в тому числі колишній голова університету Девід С. Хардесті-молодший. В 2016 році університет здобув карнегі кваліфікацію Р1 як найкращій дослідницький заклад.

## Відомі викладачі
- Богдан-Тарас Гнатюк — інженер-конструктор, професор університету у 1957—1960 рр.[14].